# ابلبن
شهر ابلبن در ایالت تورینگن در کشور آلمان واقع شده است.